# Aegla laevis laevis
Aegla laevis laevis es una de las subespecies en que se divide la especie de decápodo aéglido Aegla laevis, denominada comúnmente cangrejo pancora, cangrejo de agua dulce, llashka, o piñacha. Este crustáceo habita en aguas dulces del sudoeste de América del Sur.

## Distribución y hábitat
Este cangrejo habita en el fondo de arroyos, ríos, lagunas y lagos de agua dulce. Se distribuye mayormente en el centro y sur de Chile. Además, en áreas fronterizas en el noroeste de la Patagonia argentina: lago Nahuel Huapi (Bariloche).
Su geonemia se presenta mediante dos manchas alopátricas. La primera ocurre en la zona central de Chile, en la Región de Valparaíso y en la Región Metropolitana de Santiago: cuenca del río Maipo, desde El Monte hasta Cuncumén. Esta población se la considera en peligro de extinción. La segunda habita a mayores latitudes, desde Cautín (Región de la Araucanía) hasta Llanquihue (Región de Los Lagos); además en cuencas lacustres argentinas próximas a la frontera.

## Taxonomía
Este taxón es la subespecie típica de una especie dada a conocer originalmente en el año 1818 por el sacerdote y zoólogo francés Pierre André Latreille bajo el nombre de “Galathea” laevis, dibujándola pero sin describirla morfológicamente, lo que sí hizo en el año 1820 el zoólogo inglés William Elford Leach, al crear el género Aegla específicamente para la especie de Latreille.
Localidad y ejemplares tipo
El neotipo es un macho etiquetado como el MCZ 10479, sin datos del colector, con localidad definida como: “dans une rivière près de Santiago de Chile”. Los paratipos son el macho MCZ 12310, otros 14 machos y 17 hembras, todos de la misma localidad (MCZ 12311). Se conservan en el Museo de Anatomía Comparada de la Universidad de Harvard, en Cambridge, Massachusetts, Estados Unidos.
La especie era considerada monotípica hasta que en el año 1942 el biólogo carcinólogo estadounidense Waldo LaSalle Schmitt describió una subespecie del taxón típico (Aegla laevis talcahuano), por lo tanto, el taxón portador del tipo específico pasó a denominarse: Aegla laevis laevis (Latreille, 1818)

## Características y costumbres
Los machos de este cangrejo miden en promedio 19,76 mm (extremos de 16,50 a 23,70 mm); las hembras poseen una longitud media de 15,08 mm (con extremos de 13,80 a 16,40 mm).